# اوکلند (ویرجینیای غربی)
اوکلند (به انگلیسی: Oakland) یک منطقهٔ مسکونی در ایالات متحده آمریکا است که در شهرستان مورگان، ویرجینیای غربی واقع شده‌است.